# Viaggio al centro del mondo
Viaggio al centro del mondo è un singolo del gruppo musicale italiano 883, pubblicato nel luglio 1999 come estratto dall'album Grazie mille.

## Descrizione
Il singolo è stato stampato in due edizioni nel 1999, la prima su vinile 12" a 33 giri da Do It Yourself Entertainment, con numero di catalogo DO IT 21-99, contenente quattro differenti versioni della traccia Viaggio al centro del mondo, le prime tre remixate da Mosso, la quarta nella versione originale presente sull'album Grazie mille. La seconda edizione è stata pubblicata in CD maxi-single da Free Records Independent, con numero di catalogo FRI 40432 e contiene due versioni differenti di Viaggio al centro del mondo, l'originale e una versione remixata da Mosso, più i brani in spagnolo Nor Oeste Sur Este e Lleva el tiempo. 
Il 6 aprile 2000 è stato pubblicato da WEA un nuovo CD maxi-single, con numero di catalogo 8573 82979-2, contenente tre nuovi remix per opera di Jeo e degli Eiffel 65 con Gabry Ponte, più la versione dell'album di Grazie mille. L'8 marzo 2005 la Wea ha infine pubblicato una quarta versione del singolo, in download digitale in formato FLAC, ristampa della precedente edizione del 2000 in CD.
La traccia Viaggio al centro del mondo è inoltre contenuta anche nelle raccolte antologiche Mille grazie e TuttoMax.
Di Viaggio al centro del mondo è stato realizzato anche un videoclip, girato e ambientato a Tokyo.

## Tracce
12", 1999
1. Viaggio al centro del mondo (Mosso Club) – 5:55 – Remix by Mosso
2. Viaggio al centro del mondo (Mosso Radio Edit) – 4:04 – Remix by Mosso
3. Viaggio al centro del mondo (Mosso Latino) – 5:19 – Remix by Mosso
4. Viaggio al centro del mondo (Album Version) – 3:54

Durata totale: 19:12
CD maxi-single, 1999
1. Viaggio al centro del mondo – 4:18
2. Viaggio al centro del mondo (Mosso Remix) – 3:35 – Remix by Mosso
3. Lleva el tiempo – 3:36
4. Nor Oeste Sur Este – 4:31

Durata totale: 16:00
CD maxi-single, 2000
1. Viaggio al centro del mondo (Radio Version) – 3:50 – Remix by Jeo
2. Viaggio al centro del mondo (Eiffel 65 Rmx - Gabry Ponte Radio Cut) – 4:18 – Remix by Eiffel 65 e Gabry Ponte
3. Viaggio al centro del mondo (Eiffel 65 Rmx - Gabry Ponte Main Remix) – 5:34 – Remix by Eiffel 65 e Gabry Ponte
4. Grazie mille (Album Version) – 4:02

Durata totale: 17:44
FLAC, 2005
1. Viaggio al centro del mondo (Radio Version) – 3:51 – Remix by Jeo
2. Viaggio al centro del mondo (Eiffel 65 Rmx - Gabry Ponte Radio Cut) – 4:19 – Remix by Eiffel 65 e Gabry Ponte
3. Viaggio al centro del mondo (Eiffel 65 Rmx - Gabry Ponte Main Remix) – 5:36 – Remix by Eiffel 65 e Gabry Ponte
4. Grazie mille (Album Version) – 4:04

Durata totale: 17:50

## Formazione
- Max Pezzali - voce
- Marco Guarnerio - chitarra
- Roberto Melone - basso
- Eugenio Mori - batteria
- Michele Monestiroli - sassofono
- Daniele Moretto - tromba
- Roberto Priori - chitarra